# フーシャン・オストヴァール
フーシャン・オストヴァール（ペルシア語:هوشنگ استوار、Houshang Ostovar、1927年1月30日 - 2016年1月7日）は、イランの作曲家。
テヘラン出身。父親のホセイン・オストヴァールはピアニストだった。パルヴィーズ・マフムードに作曲を師事した後、ブリュッセル音楽院とジェノヴァ音楽院でピアノとクラリネットを学んだ。1957年にイランに戻り、テヘラン音楽院の教授に就任した。彼の作品はイラン民謡と西洋の現代音楽の双方から着想を得たもので、主にテヘラン交響楽団で演奏された。またジャズなど様々なジャンルの西洋音楽をイランに紹介したことでも知られる。
1979年のイラン革命後にフランスに移住したが、2001年に帰国して作曲の教授に復帰した。